# Rhys Lloyd, Baron Lloyd of Kilgerran
Rhys Gerran Lloyd, Baron Lloyd of Kilgerran CDB QC JP (* 12. August 1907; † 30. Januar 1991) war ein britischer Rechtsanwalt und Politiker der Liberal Party, der 1973 als Life Peer aufgrund des Life Peerages Act 1958 Mitglied des House of Lords wurde.

## Leben
Lloyd absolvierte nach dem Schulbesuch ein Studium am Selwyn College der University of Cambridge und nahm danach eine Stelle als Lehrer an der Bembridge School auf der Isle of Wight an, wo er sich in zahlreichen Organisationen engagierte, die sich auf den Sozialphilosophen John Ruskin bezogen. Nach einem postgradualen Studium der Rechtswissenschaften erhielt er 1939 seine anwaltliche Zulassung als Barrister und spezialisierte sich in der Folgezeit auf Fragen zum Patentrecht. Seit 1951 war er bis 1960 Herausgeber und Bearbeiter des von Duncan Mackenzie Kerly begründeten Standardwerks Kerly’s law of trade marks and trade names. Aufgrund seiner langjährigen anwaltlichen Erfahrung wurde ihm 1961 der Titel eines Kronanwalt (Queen’s Counsel) verliehen.
Neben seiner beruflichen Laufbahn engagierte sich Lloyd politisch in der Liberal Party, für die er sich bei den Unterhauswahlen am 8. Oktober 1959 im Wahlkreis Anglesey erfolglos um ein Abgeordnetenmandat im House of Commons bewarb. 1971 wurde er als Nachfolger von David Rees-Williams, 1. Baron Ogmore Präsident der Liberal Party von Wales und bekleidete diese Funktion bis zu seiner Ablösung durch Geraint Wyn Howells 1974. Während dieser Zeit war er zudem als Nachfolger von Trevor Jones zwischen 1973 und seiner Ablösung durch Arthur Holt 1974 Präsident der Liberal Party Großbritanniens.
Durch ein Letters Patent vom 29. Juni 1973 wurde Lloyd, der auch Commander des Order of the British Empire (CBE) war sowie zeitweise als Friedensrichter (Justice of the Peace) wirkte, aufgrund des Life Peerages Act 1958 als Life Peer mit dem Titel Baron Lloyd of Kilgerran, of Llanwenog in the County of Cardigan, in den Adelsstand erhoben und gehörte damit bis zu seinem Tod dem House of Lords als Mitglied an. Seine offizielle Einführung (Introduction) in das Oberhaus erfolgte mit Unterstützung durch Frank Byers, Baron Byers und Simon Brooke Mackay, Baron Tanlaw am 4. Juli 1973.
Als Oberhausmitglied befasste er sich ebenfalls mit Fragen zum Patentrecht, aber auch zum Urheberrecht. Ferner war er zwischen 1977 und 1983 gemeinsam mit Monroe Palmer Schatzmeister der Liberal Party.

## Veröffentlichungen
- Kerly’s law of trade marks and trade names, Herausgeber, 7. Auflage (1951) und 8. Auflage (1960)